# Dietrich Andernacht
Dietrich Andernacht (* 26. Dezember 1921 in Keilhau; † 7. November 1996 in Frankfurt am Main) war ein deutscher Historiker und  Archivar.

Der Sohn eines Lehrers besuchte das humanistische Gymnasium in Eisenach. Im Krieg wurde er verwundet. Er begann 1940 das Studium der Geschichte und Historische Hilfswissenschaften an den Universitäten Freiburg und Frankfurt am Main. Das Studium musste er wegen einer erneuten Einberufung unterbrechen. Andernacht geriet in amerikanische Kriegsgefangenschaft. 1945 konnte er das Studium fortführen. Andernacht wurde Assistent von Paul Kirn. Im Jahr 1950 wurde er in Frankfurt am Main promoviert mit einer von Kirn betreuten Arbeit über die Biographen des Bischofs Otto von Bamberg. Anschließend folgte von 1952 bis 1954 die Ausbildung für den Archivdienst an der Archivschule Marburg. 1959 wurde er Leiter des Stadtarchivs Frankfurt und blieb in dieser Funktion bis 1984. Andernacht war über zwei Jahrzehnte als Geschäftsführer der Frankfurter Historischen Kommission tätig.
Schwerpunkt seiner Forschungen waren die Rechts-, Wirtschafts- und Sozialgeschichte Frankfurts. Er veröffentlichte Aufsätze zur Geschichte des Frankfurter Oberhofes (1961), oder zur Verpfändung der Frankfurter Juden 1349 (1972). 1955 und 1978 publizierte er gemeinsam mit Otto Stamm und Erna Berger eine zweibändige Edition der Frankfurter Bürgerbücher von 1311 bis 1470. Andernacht widmete sich insbesondere der Erforschung der Geschichte der Frankfurter Juden. Gemeinsam mit Eleonore Sterling gab er einen vielbeachteten Band zur Geschichte der Frankfurter Juden 1933–1945 heraus. Wesentlich war Andernacht auch an der Gründung des Jüdischen Museums in Frankfurt beteiligt.
Aus seinem Nachlass wurden 2007 von Helga Andernacht die zweibändigen Regesten zur Geschichte der Juden in der Reichsstadt Frankfurt am Main von 1520–1616 herausgegeben, mit denen die vier Bände der Regesten zur Geschichte der Juden in der Reichsstadt Frankfurt am Main von 1401–1519, die Andernacht selbst hatte veröffentlichen können, für die Neuzeit ergänzt wurden. Andernachts Quellenwerk gilt als das wohl umfangreichste zu einer jüdischen Gemeinde im Mittelalter. Dabei hat Andernacht auf mehr als 1100 Seiten 7000 Regesten (Zusammenfassungen von historischen Quellen) publiziert. Das Quellenwerk wurde u. a. von Alfred Haverkamp als einen „nicht zu überschätzenden Beitrag zur historischen Grundlagenforschung“ gewürdigt.

## Werke
- Regesten zur Geschichte der Juden in der Reichsstadt Frankfurt am Main von 1520–1616. Aus dem Nachlass herausgegeben von Helga Andernacht in Verbindung mit dem Institut für Stadtgeschichte Frankfurt und dem Arye-Maimon-Institut für Geschichte der Juden an der Universität Trier (= Forschungen zur Geschichte der Juden. Abteilung B: Quellen. Bd. 2/1, 2/2), Hannover 2007, ISBN 978-3-7752-5632-2. (Rezension).
- Regesten zur Geschichte der Juden in der Reichsstadt Frankfurt am Main von 1401–1519 (= Forschungen zur Geschichte der Juden. Bd. 1,1–4). 4 Bde. Hahn, Hannover 1996–2006.
- mit Otto Stamm: Die Bürgerbücher der Reichsstadt Frankfurt 1311–1400 und das Einwohnerverzeichnis von 1387 (= Veröffentlichungen der Historischen Kommission der Stadt Frankfurt am Main. Bd. 12). Kramer, Frankfurt am Main 1955.
- mit Erna Berger: Die Bürgerbücher der Reichsstadt Frankfurt 1401–1470 (= Veröffentlichungen der Historischen Kommission der Stadt Frankfurt am Main. Bd. 14).  Kramer, Frankfurt am Main 1978, ISBN 3-7829-0116-9.
- mit Eleonore Sterling: Dokumente zur Geschichte der Frankfurter Juden 1933–1945. Hrsg. von der Kommission zur Erforschung der Geschichte der Frankfurter Juden. Kramer, Frankfurt am Main 1963.